# David Zdrilic
David Allen Zdrilic (Chorwackie David Zdrilić, wym. [ˈdaʋid ˈzdrilit͡ɕ]; ur. 13 kwietnia 1974 w Sydney) – australijski piłkarz i trener chorwackiego pochodzenia grający na pozycji napastnika.

## Kariera klubowa
Karierę rozpoczął w 1993 w klubie St George FC. W tym samym roku klub Sydney United 58 FC zdecydował się na wykupienie Zdrilicia. Występował regularnie w zespole, a w sezonie 1996/1997 został królem strzelców ligi.
W styczniu 1997 wyjechał do Szwajcarii, gdzie wynegocjował kontrakt z FC Aarau. W następnym sezonie występował w SSV Ulm 1846. Awansował z zespołem do Bundesligi w sezonie 1998/1999, jednak po sezonie gry zespół spadł, zajmując 16. pozycję. Po tym sezonie zakupił go klub SpVgg Unterhaching, z którym to spadł z 2. Bundesligi.
Od 2002 występował w angielskim Walsall. Następny sezon to gra szkockim Aberdeen. Pierwszą część sezonu 2004/2005 spędził w zespole Eintracht Trewir. W 2005 powrócił do kraju, aby grać w zespole A-League Sydney FC. W sezonie 2005/2006 wygrał Mistrzostwo Ligi. Od 2009 przez rok był zawodnikiem Sydney United 58 FC. W 2010 zakończył karierę piłkarską.
| Sezon     | Klub                | Kraj       | Rozgrywki                    | Mecze | Bramki |
| --------- | ------------------- | ---------- | ---------------------------- | ----- | ------ |
| 1993      | St George FC        | Australia  | National Premier Leagues NSW | 20    | 4      |
| 1993/94   | Sydney United 58 FC | Australia  | National Soccer League       | 24    | 1      |
| 1994/95   | Sydney United 58 FC | Australia  | National Soccer League       | 20    | 7      |
| 1995/96   | Sydney United 58 FC | Australia  | National Soccer League       | 32    | 9      |
| 1996/97   | Sydney United 58 FC | Australia  | National Soccer League       | 26    | 21     |
| 1997/98   | FC Aarau            | Szwajcaria | Nationalliga A               | 25    | 2      |
| 1998/99   | SSV Ulm 1846        | Niemcy     | 2. Fußball-Bundesliga        | 33    | 12     |
| 1999/2000 | SSV Ulm 1846        | Niemcy     | Bundesliga                   | 22    | 6      |
| 2000/01   | SpVgg Unterhaching  | Niemcy     | Bundesliga                   | 16    | 1      |
| 2001/02   | SpVgg Unterhaching  | Niemcy     | 2. Fußball-Bundesliga        | 7     | 0      |
| 2002/03   | Walsall             | Anglia     | Championship                 | 24    | 3      |
| 2003/04   | Aberdeen            | Szkocja    | Scottish Premier League      | 31    | 4      |
| 2004/05   | Eintracht Trewir    | Niemcy     | 2. Fußball-Bundesliga        | 11    | 0      |
| 2005      | Sydney FC           | Australia  | A-League                     | 8     | 9      |
| 2005/06   | Sydney FC           | Australia  | A-League                     | 19    | 1      |
| 2006/07   | Sydney FC           | Australia  | A-League                     | 20    | 4      |
| 2007/08   | Sydney FC           | Australia  | A-League                     | 11    | 0      |
| 2009      | Sydney United 58 FC | Australia  | National Premier Leagues NSW | 19    | 7      |
| 2010      | Sydney United 58 FC | Australia  | National Premier Leagues NSW | 12    | 2      |

## Kariera reprezentacyjna
Muscat występował w reprezentacji Australii do lat 20 oraz 23. W pierwszej reprezentacji zadebiutował 18 stycznia 1997 w meczu przeciwko reprezentacji Nowej Zelandii, wygranym 1:0.
Grał na Pucharze Konfederacji 2001, który Australia ukończyła na 3. miejscu. Zagrał tam w czterech spotkaniach, z Meksykiem, Koreą Południową, Japonią oraz Brazylią. Powołany był także na Puchar Konfederacji 2005, jednak przez cały turniej pełnił rolę zawodnika rezerwowego.
Dwukrotnie wygrał z zespołem Puchar Narodów Oceanii w latach 2000 oraz 2004. Podczas turnieju w 2000 zagrał w 3 spotkaniach, w których zdobył 3 bramki, a w 2004 w 3 spotkaniach strzelił jedną bramkę. Wystąpił w spotkaniu Australia – Samoa Amerykańskie 31:0, w którym to strzelił 8 bramek (13, 21, 25, 33, 58, 66, 78, 89).
Po raz ostatni w reprezentacji zagrał 29 marca 2005 w meczu przeciwko Indonezji, wygranym 3:0. Łącznie David Zdrilić w latach 1997–2005 wystąpił w 30 spotkaniach, w których strzelił 20 bramek.
| Mecze i gole w reprezentacji | Mecze i gole w reprezentacji | Mecze i gole w reprezentacji | Mecze i gole w reprezentacji | Mecze i gole w reprezentacji | Mecze i gole w reprezentacji | Mecze i gole w reprezentacji |
| #                            | Data                         | Miasto                       | Przeciwnik                   | Gol                          | Wynik                        | Rozgrywki                    |
| ---------------------------- | ---------------------------- | ---------------------------- | ---------------------------- | ---------------------------- | ---------------------------- | ---------------------------- |
| 1.                           | 18.01.1997                   | Melbourne                    | Nowa Zelandia                |                              | 1:0                          | towarzyski                   |
| 2.                           | 22.01.1997                   | Milton                       | Korea Południowa             |                              | 2:1                          | towarzyski                   |
| 3.                           | 25.01.1997                   | Sydney                       | Norwegia                     |                              | 1:0                          | towarzyski                   |
| 4.                           | 09.02.2000                   | Valparaíso                   | Chile                        |                              | 1:2                          | towarzyski                   |
| 5.                           | 12.02.2000                   | Valparaíso                   | Słowacja                     |                              | 0:0                          | towarzyski                   |
| 6.                           | 15.02.2000                   | Valparaíso                   | Bułgaria                     |                              | 1:1                          | towarzyski                   |
| 7.                           | 09.06.2000                   | Sydney                       | Paragwaj                     |                              | 0:0                          | towarzyski                   |
| 8.                           | 15.06.2000                   | Melbourne                    | Paragwaj                     | Gol                          | 2:1                          | towarzyski                   |
| 9.                           | 19.06.2000                   | Papeete                      | Wyspy Cooka                  | Gol · Gol                    | 17:0                         | Puchar Narodów Oceanii 2000  |
| 10.                          | 25.06.2000                   | Papeete                      | Vanuatu                      | Gol                          | 1:0                          | Puchar Narodów Oceanii 2000  |
| 11.                          | 28.06.2000                   | Papeete                      | Nowa Zelandia                |                              | 2:0                          | Puchar Narodów Oceanii 2000  |
| 12.                          | 15.11.2000                   | Glasgow                      | Szkocja                      | Gol                          | 2:0                          | towarzyski                   |
| 13.                          | 09.04.2001                   | Coffs Harbour                | Tonga                        | Gol · Gol                    | 22:0                         | El. MŚ 2002                  |
| 14.                          | 11.04.2001                   | Coffs Harbour                | Samoa Amerykańskie           | 8x                           | 31:0                         | El. MŚ 2002                  |
| 15.                          | 16.04.2001                   | Coffs Harbour                | Samoa                        | Gol · Gol                    | 11:0                         | El. MŚ 2002                  |
| 16.                          | 30.05.2001                   | Suwon                        | Meksyk                       |                              | 2:0                          | PK 2001                      |
| 17.                          | 03.06.2001                   | Suwon                        | Korea Południowa             |                              | 0:1                          | PK 2001                      |
| 18.                          | 07.06.2001                   | Jokohama                     | Japonia                      |                              | 0:1                          | PK 2001                      |
| 19.                          | 09.06.2001                   | Ulsan                        | Brazylia                     |                              | 1:0                          | PK 2001                      |
| 20.                          | 20.06.2001                   | Wellington                   | Nowa Zelandia                |                              | 2:0                          | El. MŚ 2002                  |
| 21.                          | 24.06.2001                   | Sydney                       | Nowa Zelandia                | Gol · Gol                    | 4:1                          | El. MŚ 2002                  |
| 22.                          | 15.08.2001                   | Fukuroi                      | Japonia                      |                              | 0:3                          | towarzyski                   |
| 23.                          | 18.02.2004                   | Caracas                      | Wenezuela                    |                              | 1:1                          | towarzyski                   |
| 24.                          | 30.03.2004                   | Londyn                       | Południowa Afryka            |                              | 1:0                          | towarzyski                   |
| 25.                          | 21.05.2004                   | Sydney                       | Turcja                       |                              | 1:3                          | towarzyski                   |
| 26.                          | 24.05.2004                   | Docklands                    | Turcja                       |                              | 0:1                          | towarzyski                   |
| 27.                          | 31.05.2004                   | Adelaide                     | Tahiti                       | Gol                          | 9:0                          | Puchar Narodów Oceanii 2004  |
| 28.                          | 02.06.2004                   | Adelaide                     | Fidżi                        |                              | 6:1                          | Puchar Narodów Oceanii 2004  |
| 29.                          | 04.06.2004                   | Adelaide                     | Vanuatu                      |                              | 3:0                          | Puchar Narodów Oceanii 2004  |
| 30.                          | 29.03.2005                   | Perth                        | Indonezja                    | Gol                          | 3:0                          | towarzyski                   |

## Kariera trenerska
Zdrilić swoją przygodę z pracą trenera rozpoczął w zespołach z Sydney. Od 2009 do 2017 pracował w Sydney City SC, Sydney United 58 FC oraz jako asystent w Sydney FC i trener drużyny do lat 20 tego klubu.
W 2017 wyjechał do Niemiec, gdzie był asystentem trenera w drużynie RB Leipzig U17 oraz U19. Od 27 grudnia 2020 do 30 września 2021 pełnił funkcję asystenta trenera Raphaëla Wicky’ego w Chicago Fire. W 2021 był jednym z asystentów Alexandera Blessina w KV Oostende. W 2022 pełnił podobną rolę w zespole Genoa CFC. Obecnie jest asystentem trenera w drużynie Sydney FC.

## Sukcesy
Australia
- Puchar Narodów Oceanii (2): 2000 (1. miejsce), 2004 (1. miejsce)
- Puchar Konfederacji (1): 2001 (3. miejsce)

Sydney FC
- Mistrzostwo A-League (1): 2006
- Liga Mistrzów OFC (1): 2005